# Atak na Mombasę (1505)
Atak na Mombasę – uderzenie w 1505 roku na stolicę Sułtanatu Mombasy przez siły portugalskie pod dowództwem pierwszego wicekróla Indii Dom Francisco de Almeida. Portugalczycy zdobyli miasto w wyniku desantu, po czym je złupili.

## Tło
W 1505 roku król Portugalii Manuel I mianował Dom Francisco de Almeida pierwszym wicekrólem Indii. Do jego zadań należało między innymi założenie szeregu fortów na wschodnim wybrzeżu Afryki, a mianowicie w Sofali i Sułtanacie Kilwy oraz zlikwidowanie konkurencji dla portugalskiego handlu. Malindi było sojusznikiem Portugalii i rywalem wrogiej Portugalczykom Mombasy. Po podbiciu Kilwy i pozostawieniu załogi w forcie w mieście, flota portugalska popłynęła do Mombasy.

## Bitwa
Portugalczycy przypłynęli do portu Mombasy 13 sierpnia 1505 roku. Port osłaniał mały fort lub bateria w formie muru ciągnącego się w stronę miasta i uzbrojona w osiem dział. Fort otworzył ogień do pierwszego portugalskiego statku, który wpłynął do portu, aby sondować głębokość, „São Rafael” (kapitan Gonçalo de Paiva). Ogień portugalskiej flotylli uciszył działa obrońców i spowodował wybuch amunicji, w wyniku czego obrońcy opuścili fort. Ogień spowodował też porzucenie przez nich dwóch mniejszych umocnień.
Następnego dnia po południu Portugalczycy popłynęli w górę rzeki i dotarli do miasta. Obrońcy ostrzelali ich z broni palnej, łuków i obrzucili kamieniami, w odpowiedzi okręty portugalskie zbombardowały miasto. Dom Francisco wysłał wiadomości do sułtana, ale władca odpowiedział jedynie drwinami. Dom Francisco spotkał się z mieszkającym w Mombasie Hiszpanem, artylerzystą z zawodu, który przeszedł na islam. Przestrzegł on Portugalczyków, że mieszkańcy Mombasy nie są podobni ludziom z Kilwy, tchórzom o zajęczych sercach, lecz są gotowi walczyć jak lwy i pożreć napastników, jak tylko ci zejdą na ląd.
Portugalczycy dokonali desantu następnego dnia i uderzyli na miasto, dzieląc oddziały na dwie części. Mimo zaciętych walk w wąskich uliczkach zostało ono zdobyte.
Portugalczycy zagarnęli cenne mienie pozostawione przez mieszkańców. Spalili wszystkie statki w porcie, a następnie samo miasto. W bitwie wyróżnił się jedyny syn Francisca de Almeida, Lourenço de Almeida (w tym samym roku został pierwszym Portugalczykiem, który dotarł na Cejlon). Po zniszczeniu Mombasy Portugalczycy odpłynęli do Malindi, którego sułtan był bardzo zadowolony, gdy dowiedział się o splądrowaniu rywalizującego z nim miasta.